# Kunle Odunlami
Kunle Ebenezer Odunlami (Lagos, 30 april 1991)  is een Nigeriaans voetballer die als verdediger speelt.

## Clubcarrière
Odunlami speelde in 2012 voor First Bank FC op het tweede niveau in Nigeria. Daarvoor kwam hij uit voor meerdere amateurclubs. Daarna speelde hij voor Sunshine Stars FC uit de Premier League. In november 2016 ging hij voor Al-Merreikh uit Soedan spelen nadat eerder transfers naar het Roemeense FC Botoșani en Raja Casablanca uit Marokko geen doorgang vonden. Medio 2018 keerde hij terug bij Sunshine Stars. In het seizoen 2018/19 speelde hij in de Indiase I-League voor Gokulam FC. Hierna ging hij voor Rivers United FC spelen.

## Interlandcarrière
Hij debuteerde in 2013 in het Nigeriaans voetbalelftal en maakte deel uit van de selectie van de African Championship of Nations 2014 waar Nigeria derde werd. Odunlami is opgenomen in de definitieve selectie voor het wereldkampioenschap voetbal 2014.